# Lappland, Finland
Lappland (finska: Lappi, samiska: Sápmi) är Finlands nordligaste landskap. I väst gränsar finska Lappland till svenska Lappland och Norrbotten, i norr till norska Troms og Finnmark fylke, i söder till Norra Österbotten samt i öst till Murmansk oblast och Karelska republiken i Ryssland. Landskapet omfattar 21 kommuner med sammanlagt 181 000 invånare (2014). Landskapet Lappland som det idag uppfattas sammanfaller med det vid årsskiftet 2009/2010 upplösta Lapplands län, men det historiska landskapet var mindre. Centralorten är staden Rovaniemi.

## Historia
Det nuvarande finska landskapet Lappland består av delar av tre historiska landskap som de såg ut före 1809, den nordligaste delen av dåvarande Österbotten samt de delar av dåvarande Västerbotten och Lappland som var belägna öster om Torne-Muonio-Könkämä älv. Området avträddes av Sverige till Ryssland vid freden i Fredrikshamn 1809 då den nya gränsen mellan Sverige och Finland drogs längs Torne, Muonio och Könkämä älv.
I samband med Lapplandskriget under andra världskriget förstördes stora delar av landskapet av retirerande tyska trupper som tillämpade brända jordens taktik. Omkring hundratusen människor hade dock hunnit evakueras till den svenska sidan innan stridigheterna började.

## Kommuner
Det finns 21 kommuner i landskapet, de fyra städerna är markerade med fet stil.
| - Enare - Enontekis - Kemi - Kemijärvi - Keminmaa - Kittilä - Kolari | - Muonio - Pelkosenniemi - Pello - Posio - Ranua - Rovaniemi - Salla | - Savukoski - Simo - Sodankylä - Tervola - Torneå - Utsjoki - Övertorneå |

## Välfärdsområde
Hela landskapet tillhör Lapplands välfärdsområde som ansvarar för social - och hälsovård samt räddningstjänst.

## Språk
Befolkningen efter språk den 31 december 2014. Finska, svenska och samiska räknas som inhemska språk då de har officiell status i landet. Resten av språken räknas som främmande.
| Språk                      | Talare  | %      |
| -------------------------- | ------- | ------ |
| finska                     | 175 552 | 96,59  |
| samiska                    | 1 553   | 0,85   |
| svenska                    | 412     | 0,23   |
| ryska                      | 910     | 0,50   |
| engelska                   | 270     | 0,15   |
| persiska                   | 245     | 0,13   |
| tyska                      | 238     | 0,13   |
| estniska                   | 222     | 0,12   |
| arabiska                   | 189     | 0,10   |
| thai                       | 188     | 0,10   |
| kinesiska                  | 170     | 0,09   |
| kurdiska                   | 144     | 0,08   |
| vietnamesiska              | 124     | 0,07   |
| somaliska                  | 113     | 0,06   |
| språk med under 100 talare | 1 418   | 0,78   |
| okänt språk                | 8       | 0,00   |
| främmande språk totalt     | 4 231   | 2,33   |
| hela befolkningen          | 181 748 | 100,00 |